# Chiesa di Santa Maria della Croce (Campobasso)
La chiesa di Santa Maria della Croce è una chiesa di Campobasso.

## Descrizione
Sorta nel periodo Normanno ad opera dei fedeli che costituirono la confraternita dei "Crociati", ha subito trasformazioni a seguito di terremoti che ne hanno modificato l'aspetto originario.
Presenta un impianto quattrocentesco con una pianta longitudinale a croce latina a tre navate illuminata da una cupola classicheggiante.
La facciata evidenzia, con i suoi tre portali, la divisione basilicale dell'interno.
Ai lati dell'altare sono presenti la Cappella dell'Addolorata e quella del Sacro Cuore, nelle quali sono conservate la statua lignea ottocentesca dell'Addolorata, di scuola napoletana, e quella del Cristo morto ricostruita in gesso nel 1954.
Altre opere da segnalare sono un Cristo crocifisso del XVI secolo e tre statue dello scultore campobassano Paolo Saverio Di Zinno.